# Lijst van nummer 1-hits in Duitsland in 1986
Deze hits stonden in 1986 op nummer 1 in de Musikmarkt Top 75, de bekendste hitlijst in Duitsland.
| Datum        | Artiest                      | Titel                                        |
| ------------ | ---------------------------- | -------------------------------------------- |
| 3 januari    | Elton John                   | Nikita                                       |
| 10 januari   | Falco                        | Jeanny, part 1                               |
| 17 januari   | Falco                        | Jeanny, part 1                               |
| 24 januari   | Falco                        | Jeanny, part 1                               |
| 31 januari   | Falco                        | Jeanny, part 1                               |
| 7 februari   | Falco                        | Jeanny, part 1                               |
| 14 februari  | Falco                        | Jeanny, part 1                               |
| 21 februari  | Falco                        | Jeanny, part 1                               |
| 28 februari  | Falco                        | Jeanny, part 1                               |
| 7 maart      | Modern Talking               | Brother Louie                                |
| 14 maart     | Modern Talking               | Brother Louie                                |
| 21 maart     | Modern Talking               | Brother Louie                                |
| 28 maart     | Modern Talking               | Brother Louie                                |
| 4 april      | Bruce & Bongo                | Geil                                         |
| 11 april     | Bruce & Bongo                | Geil                                         |
| 18 april     | Bruce & Bongo                | Geil                                         |
| 25 april     | Bruce & Bongo                | Geil                                         |
| 2 mei        | Chris Norman                 | Midnight lady                                |
| 9 mei        | Chris Norman                 | Midnight lady                                |
| 16 mei       | Chris Norman                 | Midnight lady                                |
| 23 mei       | Chris Norman                 | Midnight lady                                |
| 30 mei       | Chris Norman                 | Midnight lady                                |
| 6 juni       | Chris Norman                 | Midnight lady                                |
| 13 juni      | Modern Talking               | Atlantis is calling (S.O.S. for love)        |
| 20 juni      | Modern Talking               | Atlantis is calling (S.O.S. for love)        |
| 27 juni      | Modern Talking               | Atlantis is calling (S.O.S. for love)        |
| 4 juli       | Modern Talking               | Atlantis is calling (S.O.S. for love)        |
| 11 juli      | Level 42                     | Lessons in love                              |
| 18 juli      | Level 42                     | Lessons in love                              |
| 25 juli      | Level 42                     | Lessons in love                              |
| 1 augustus   | Level 42                     | Lessons in love                              |
| 8 augustus   | Level 42                     | Lessons in love                              |
| 15 augustus  | Level 42                     | Lessons in love                              |
| 22 augustus  | M.C. Miker 'G' & Deejay Sven | Holiday rap                                  |
| 29 augustus  | M.C. Miker 'G' & Deejay Sven | Holiday rap                                  |
| 5 september  | M.C. Miker 'G' & Deejay Sven | Holiday rap                                  |
| 12 september | M.C. Miker 'G' & Deejay Sven | Holiday rap                                  |
| 19 september | M.C. Miker 'G' & Deejay Sven | Holiday rap                                  |
| 26 september | Frankie Goes to Hollywood    | Rage hard                                    |
| 3 oktober    | Frankie Goes to Hollywood    | Rage hard                                    |
| 10 oktober   | Europe                       | The final countdown                          |
| 17 oktober   | Europe                       | The final countdown                          |
| 24 oktober   | Europe                       | The final countdown                          |
| 31 oktober   | Europe                       | The final countdown                          |
| 7 november   | Falco                        | Coming home (Jeanny part 2, ein jahr danach) |
| 14 november  | Falco                        | Coming home (Jeanny part 2, ein jahr danach) |
| 21 november  | Status Quo                   | In the army now                              |
| 28 november  | Status Quo                   | In the army now                              |
| 5 december   | Status Quo                   | In the army now                              |
| 12 december  | Status Quo                   | In the army now                              |
| 19 december  | The Bangles                  | Walk like an Egyptian                        |
| 26 december  | The Bangles                  | Walk like an Egyptian                        |